# ماریا اشنایدر
ماریا اشنایدر (به فرانسوی: Maria Schneider) ‏(۲۷ مارس ۱۹۵۲–۳ فوریه ۲۰۱۱) بازیگر زن فرانسوی بود. عمدهٔ شهرت این بازیگر بخاطر بازی در فیلم آخرین تانگو در پاریس به کارگردانی برناردو برتولوچی است که در آن نقش مقابل مارلون براندو را ایفا کرده‌است.
او در بیش از ۵۰ فیلم سینمایی و تلویزیونی بازی کرد. از دیگر نقش‌آفرینی‌های برجسته وی، بازی در فیلم حرفه: خبرنگار ساختهٔ آنتونیونی (که نقش مقابل جک نیکلسون را بازی کرد) و شب‌های وحشی را می‌توان نام برد.

## حواشی
ماریا اشنایدر مدتی قبل از فوت در یک مصاحبه ماجرایی را به زبان آورد  که تاثیر فراوانی بر افکار عمومی داشت. وی درباره فیلم آخرین تانگو در پاریس گفت در حالی که تنها ۱۹ سال سن داشت در  سکانس تجاوز، در حرکتی نامتعارف و کاملا واقعی از طرف مارلون براندو مورد تجاوز معقدی قرار گرفت. ماریا مدعی شد این رفتار بدون اطلاع او از طرف کارگردان فیلم برناردو برتولوچی با مارلون براندو هماهنگ شده بود. برتولوچی گفته بود برای آنکه احساس خجالت، ترس و خشم و پشیمانی در چهره‌ ماریا طبیعی باشد چنین کاری را انجام داده. ماریا اشنایدر از این اتفاق به عنوان تلخترین خاطره‌ بازیگری در تمام عمر خود یاد کرد.

## مرگ
این بازیگر در تاریخ ۳ فوریه ۲۰۱۱ (در سن ۵۸ سالگی) در پاریس در اثر سرطان ریه درگذشت.